# Кіцміллер (Меріленд)
Кіцміллер (англ. Kitzmiller) — місто (англ. town) в США, в окрузі Ґерретт штату Меріленд. Населення — 300 осіб (2020).

## Географія
Кіцміллер розташований за координатами 39°23′21″ пн. ш. 79°11′0″ зх. д. / 39.38917° пн. ш. 79.18333° зх. д. (39.389159, -79.183284).  За даними Бюро перепису населення США в 2010 році місто мало площу 0,65 км², з яких 0,58 км² — суходіл та 0,07 км² — водойми.

## Демографія
Згідно з переписом 2010 року, у місті мешкала 321 особа в 126 домогосподарствах у складі 91 родини. Густота населення становила 498 осіб/км².  Було 158 помешкань (245/км²).
Расовий склад населення:
| - 99,1 % — білих - 0,3 % — корінних американців |

До двох чи більше рас належало 0,6 %. Частка іспаномовних становила 0,3 % від усіх жителів.
За віковим діапазоном населення розподілялося таким чином: 22,1 % — особи молодші 18 років, 60,5 % — особи у віці 18—64 років, 17,4 % — особи у віці 65 років та старші. Медіана віку мешканця становила 40,4 року. На 100 осіб жіночої статі у місті припадало 93,4 чоловіків;  на 100 жінок у віці від 18 років та старших — 93,8 чоловіків також старших 18 років.
Середній дохід на одне домашнє господарство  становив 52 467 доларів США (медіана — 38 750), а середній дохід на одну сім'ю — 61 290 доларів (медіана — 47 083). Медіана доходів становила 47 708 доларів для чоловіків та 30 000 доларів для жінок. За межею бідності перебувало 21,5 % осіб, у тому числі 31,9 % дітей у віці до 18 років та 13,5 % осіб у віці 65 років та старших.
Цивільне працевлаштоване населення становило 121 осіб. Основні галузі зайнятості: освіта, охорона здоров'я та соціальна допомога — 17,4 %, роздрібна торгівля — 15,7 %, мистецтво, розваги та відпочинок — 14,0 %.